# كأس تركيا 2017–18
كأس تركيا 2017–18 (بالتركية: 2017-18 Türkiye Kupası)‏ هو الموسم 56 من كأس تركيا. أقيم خلال الفترة 22 أغسطس 2017 وحتى 10 مايو 2018، وأشرف على تنظيمه اتحاد تركيا لكرة القدم، وكان عدد الأندية المشاركة فيه 159، وفاز فيه نادي بلدية آكهيسار سبور.